# سواره (أبو الفارس)
سواره (بالفارسية: سواره) هي منطقة سكنية تقع في إيران في قسم أبو الفارس الريفي. يقدر عدد سكانها بـ 50 نسمة بحسب إحصاء 2016.